# Recinto Amurallado de Cabanes
El recinto amurallado de Cabanes se encuentra en el municipio de Cabanes, en la comarca de la Plana Alta, en la provincia de Castellón.
Como todo recinto amurallado está catalogado como Bien de Interés Cultural, por declaración genérica, presentando anotación ministerial número R-I-51-0012336, y fecha de anotación 22 de abril de 2009; según consta en la Dirección General de Patrimonio Artístico de la Generalidad Valenciana.

## Historia
Cabanes es un municipio de gran historia, ya que debido a su ubicación, a unos 300 metros de altitud aproximadamente, y situada estratégicamente entre el Maestrazgo y la costa, se convertía en una zona de poblamiento idónea. Quizás por ello, contamos con pruebas de haber existido población en la zona, desde épocas remotas, posiblemente desde el Neolítico. Todo ello hace que en ella podamos encontrar restos arquitectónicos del paso de muchas y diferentes formas de poblamiento, desde prehistóricos a los más recientes, pasando por romanos, árabes, medievales, contemporáneos.
La población de Cabanes, en su inicio dependía del Castillo de Miravet, el cual fue conquistado por el Cid en 1090. Hasta 1103, perteneció a los territorios aragoneses dominados por Pedro I de Aragón.
Más tarde, cuando se emprendió la reconquista de los terrenos en manos de los musulmanes, Jaime I de Aragón contó con muchos colaboradores, como fue el caso de don Poncio de Torrella, Obispo de Tortosa, quien como compensación por los servicios prestados, recibió la posesión del castillo de Miravet el 24 de abril de 1225, aunque en ese momento todavía estaba en manos musulmanas. La reconquista del Castillo de Miravet, tuvo lugar en el año 1233.
En su inicio, el núcleo de población lo constituían unas manzanas comprendidas entre las calles Carmen, Del Rosario y de San Antonio, las cuales estaban debidamente defendidas por unas murallas. Este recinto tuvo que ser ampliado en el siglo XIV, lo que supuso la construcción de nuevos edificios entre las calles San Mateo hasta la del Mar y la de San Vicente; esto tuvo como consecuencia una nueva zona amurallada que abarcara el nuevo núcleo poblacional. Nuevamente, esta vez en el siglo XV se procedió a ampliar las antiguas murallas. En el siglo XVI las poblaciones de Miravet y Albalat dels Ànecs se trasladaron a la actual Cabanes, que se anexionó ambos territorios, lo cual supuso una nueva necesidad de ampliar la zona poblacional. Como todo núcleo amurallado, Cabanes presentaba portales por los que entrar y salir de la población. Podemos destacar los del Mar, San Mateo, San Vicente, San Antonio y del Sitjar, de los que sólo perdura el último. Existió una puerta de San José, de cuyos restos se han podido recuperar sillares que pertenecen al arco romano situado en las proximidades de la misma.
Las murallas se conservaron hasta el año 1857. Del recinto amurallado se conservan también dos torres, una de ellas extramuros, las cuales presentan restos de matacanes redondos en la esquina.
Actualmente, el recinto se encuentra confundido con el caserío de la población, destacando únicamente la puerta del Sitjar, los mencionados restos de la puerta de San José y las torres con sus matacanes.